# 张品蕙
张品蕙（1902年—1971年11月7日），倪柝声之妻，地方教会女同工。

## 家庭背景
张品蕙的父亲张汝舟是中国福建省福州人，就读于天津医科大学。1895年美国宣道会传教士伍约翰牧师来到天津，许多学生听其布道而接受基督信仰，并热心传福音，其中包括张汝舟、张汝霖、张汝励三兄弟。1900年义和团事件后，伍约翰转往上海，在北四川路建立守真堂。张汝舟全家，包括三个女儿——张品琤、张品芳、张品蕙和幼子张宜纶都是守真堂的教友。张汝舟在三十多岁病逝。张家也时常回到家乡福州，世交倪家的长子倪柝声爱上张品蕙。

## 生平
1922年初，倪柝声到上海，受邀在宣道会守真堂作见证。2月13日，倪柝声为了张品蕙热衷于社交活动，追逐时尚，并未清楚救恩，而放弃恋爱关系，并为此创作诗歌《主爱长阔高深》。
1932、1933 年间，张品蕙毕业于燕京大学生物系，获硕士学位。她回到上海，于1934年也参加文德里的聚会，在那里受浸，成为热心的基督徒。1934年10月19日，第四次得胜特别聚会结束后，张品蕙与年过三十的倪柝声在杭州东街路聚会所结婚。这桩婚事得到倪柝声的母亲倪林和平和张品蕙的伯父张汝霖的同意，但是遭到抚养张品蕙的姑母张美珍的反对，她在《申报》连续一星期刊登启示破坏倪柝声的名誉，引起轩然大波。倪柝声夫妇被迫远离上海，前往云南旅行，避开这场风波。
张品蕙的中英文造诣俱佳，婚后在文字工作上成为丈夫的帮手。1948年鼓岭训练。
1950年倪柝声夫妇从香港回到上海。1952年倪柝声被秘密逮捕，1956年受审定罪。张品蕙也一度被捕入狱，次年释放。1966年，中国大陆爆发文化大革命，张品蕙拒绝与倪柝声离婚、划清界限，1969年2月，以“思想反动，利用宗教进行反革命活动”的罪名，被戴上反革命份子帽子，交里弄监督改造。她遭到红卫兵抄家、毒打，多次她被批斗，游街，惨遭凌辱和迫害。1971年11月7日，在岳阳路200弄88号家中摔伤的张品蕙被拒绝医治，死在上海中山醫院的走廊裡。次年倪柝声也在安徽省劳改营中逝世。1986年，上海市公安局为张品蕙平反。
倪柝声夫妇和倪怀祖夫妇一同安葬在江苏省苏州市香山公墓。
倪柝声夫妇没有子女，1938年倪柝声在英国访问期间，张品蕙在香港流产。